# Consume to Contaminate
Consume to Contaminate är en EP av Grindcorebandet Rotten Sound, släppt genom Spinefarm Records. EP:n släpptes senare på vinyl genom skivbolaget Power It Up.

## Låtlista
1. "Decay" - 2:20
2. "Loss" - 1:48
3. "Crime" - 1:13
4. "GDP" - 3:02
5. "CTC" - 2:24
6. "Flesh" - 0:58
7. "Fear" - 1:42
8. "Time" - 1:48

## Medverkande
- Keijo Niinimaa - sång
- Sami Latva - trummor
- Mika Aalto - gitarr
- Toni Pihlaja - bas